# 谭梦曦
谭梦曦（1969年—），广西环江人，毛南族，中华人民共和国政治人物、第十二届全国人民代表大会广西地区代表。
毕业于广西艺术学院美术。現為环江毛南族自治县大毛南风味食品厂负责人。2013年，担任全国人大代表。